# Tkanina
Tkanina je tekstilni proizvod proizveden tkanjem. Za izradu potrebna su dva, pravokutno križajuća sustava niti. Tkanine mogu biti izrađene od prirodnih vlakna biljnog podrijetla (primjerice od pamuka ili lana) i vlakana životinjskog porijetla (svila, vuna) i umjetnih vlakana ili mješavine prirodnih i sintetičkih vlakana.

## Primjeri za vrste tkanina
- bukle - tkanina od vune čvrste pređe, satkana od kovrčavog prediva[1]
- batist - fino laneno ili vuneno tkanje[2]
- damast - skupocjeno platno tkano od svile, lana, pamuka[3]
- traper (susreću se i nazivi džins i denim), čvrsto i grubo pamučno platno otporno na habanje od kojega se rade traperice[4]
- brokat, enoa, drel, fil-a-fil, natté,  pinpoint, piqué, popeline, twill...

## Vanjske poveznice
- Lexikon der Leinengewebe {njem.}
- Tkanina Hrvatska tehnička enciklopedija, portal hrvatske tehničke baštine. LZMK